# Molleindustria
 (février 2021).
Molleindustria (ou la Molleindustria) est une entreprise italienne opérant le site web du même nom et créant et propose des jeux flash polémiques à visée politique et sociale, sous licence Creative Commons. Initié en 2003 par un collectif milanais d'artistes et de programmeurs, la Molleindustria s'est donné pour but de montrer que les jeux vidéo sont plus qu'un divertissement.
Les jeux proposés sont très différents des jeux commerciaux, et véhiculent toujours un message politique, économique, ou idéologique. Les thèmes abordés sont nombreux, par exemple, la sexualité, la précarité du travail, les prêtres pédophiles, la liberté de la presse, la culture libre, ou les guerres de religion. De fait, ils ont déclenché de nombreuses controverses.

## Jeux
Tous les jeux de la Molleindustria sont distribués sous licence Creative Commons.

### Tamatipico
Au cours de Tamatipico, le joueur contrôle un ouvrier peu qualifié qu'il doit faire travailler le plus possible, tout en prenant soin de lui laisser un peu de temps pour se distraire et dormir, sous réserve de quoi l'ouvrier arrêtera de travailler. Le but est de le faire produire un maximum, afin de le rentabiliser.
Ce jeu est un médium permettant de faire réfléchir quant à l'exploitation des masses populaires dans la société de consommation.

### Tuboflex
Tuboflex se déroule en 2010, soit 7 ans après sa création et sa mise en ligne. Le joueur incarne (encore) un ouvrier peu qualifié, travaillant pour le compte d'une grande agence d'intérim, Tuboflex, qui remplit des tâches répétitives à longueur de journée. Grâce au Tuboflex, une sorte de tuyau qui surgit du plafond, l'employé est téléporté, et peut enchainer plusieurs lieux de travail par jour. Les lieux alternent entre la maison, un fast food, un magasin, un centre d'appels. La vitesse augmente au fur et à mesure du jeu, quand le joueur n'arrive plus à tenir le rythme, son personnage est renvoyé, et il se retrouve chômeur dans la rue, à jouer Frère Jacques à l'accordéon.

### Orgasm Simulator
Orgasm Simulator est, comme son nom l'indique, un simulateur d'orgasme. Le jeu commence par un message ironique, adressé aux femmes expliquant que pour que leur concubin se sente bien dans sa peau, il est nécessaire de lui laisser penser qu'il est un bon partenaire sexuel. Le joueur contrôle donc une femme qui doit simuler un orgasme pendant une relation sexuelle, sans que le partenaire ne sente qu'elle simule.
C'est un jeu de réflexes, de rythme, et de coordination.

### Enduring Indymedia
Enduring Indymedia est une réponse à la saisie par le FBI des disques durs de 20 websites d'actualités indépendants, saisie qui aurait été demandée par les autorités Italiennes et Suisses.
Le joueur contrôle au choix, George W. Bush, Carlo Azeglio Ciampi, ou un membre de la police Suisse. Monté dans une soucoupe volante, il doit faire le tour du monde, tout en enlevant les journalistes qui publient des réflexions critiques sur son gouvernement. Si trop de critiques sont émises, le joueur perd.

### Queer Power
Queer Power est un jeu parodiant les jeux de combat en prenant pour thème l'identité sexuelle. La description du jeu se traduirait par : Les habitants de Queerland n'ont pas d'orientation ni de rôles sexuels prédéfinis. Ils forniquent en fonction de leurs désirs très instables. Oublie ce que tu as appris à l'école à propos des deux genres, et apprécie ton voyage dans ce monde surprenant.
Jouable à un ou deux joueurs, le jeu permet de faire forniquer des personnages entièrement nus, dans un semblant de combat. On peut changer de sexe et d'orientation sexuelle pendant la partie, le premier joueur à atteindre l'orgasme perd.

### McDonald's Videogame
McDonald's Videogame a été créé en 2006 dans le but de dénoncer les exactions des multinationales de l'alimentaire, et notamment McDonald's. Au cours d'un jeu de stratégie en temps réel, le joueur doit gérer sa propre chaîne de restauration rapide, et entraîner un maximum de profits par tous les moyens.

### Operation Pedopriest
Dans ce jeu uchronique, l'Église a créé une force d'action spéciale, l'Operation Pedopriest visant à couvrir les prêtres pédophiles, en intimidant les parents et la police, de sorte que l'attention des médias concernant les abus de l'Église reste minimale.
Ce jeu est inspiré par le documentaire Sex Crimes and Vatican paru sur la BBC.
À la suite d'une demande d'un représentant du gouvernement italien, le jeu a été retiré du site web de la Molleindustria, et s'est vu diffusé sur internet illégalement, avant d'être remis à disposition sur le site.

### Faith Fighter

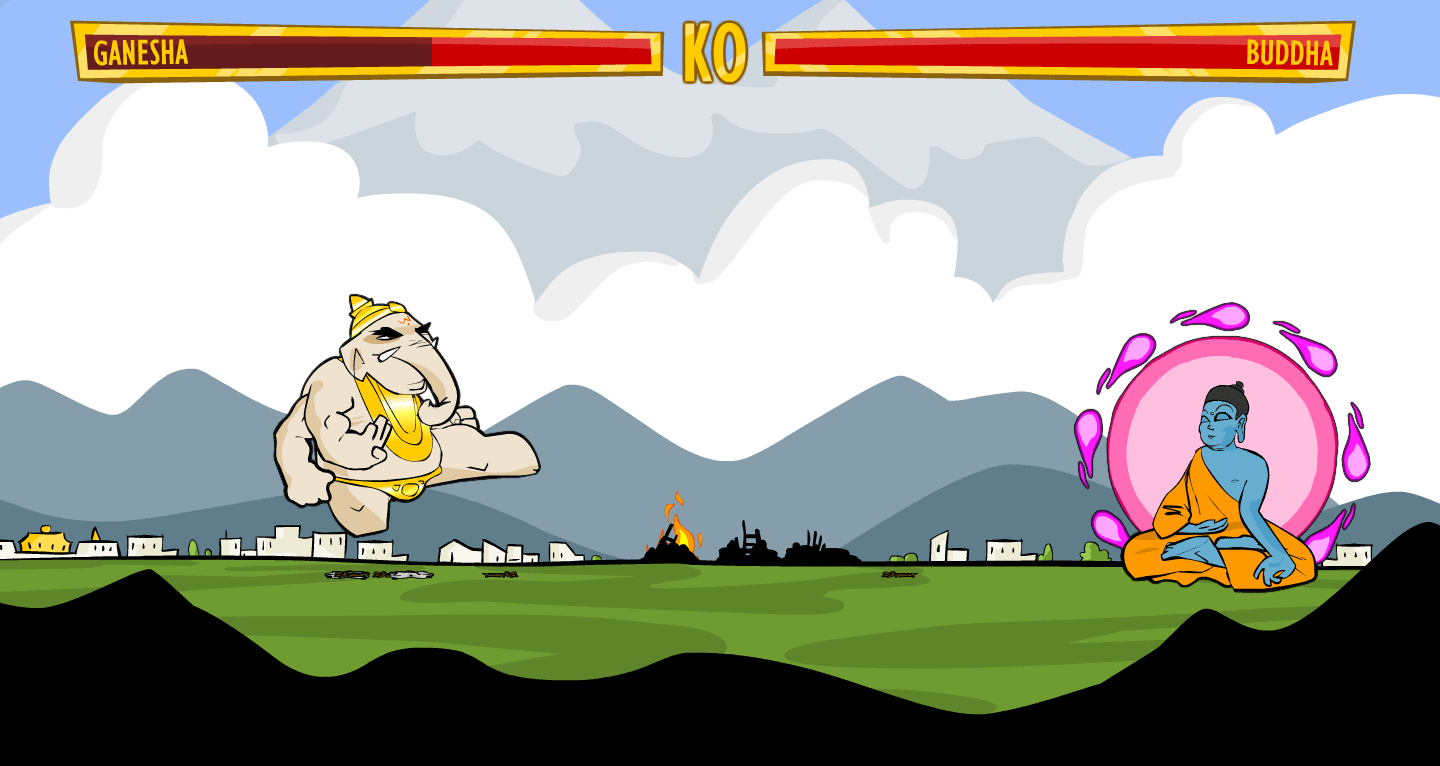
Faith Fighter

Faith Fighter (les combattants de la Foi) est un jeu de combat opposant diverses entités religieuses. Jouable à un ou deux joueurs, le but est de faire tomber à zéro les points de vie des divinités ennemies.
Les combattants jouables sont Dieu, Jésus, Bouddha, Ganesh, Le Bouddha Riant, et Mahomet, ainsi qu'une entité extraterrestre contrôlée par l'ordinateur, Xenu.
De temps en temps, on voit apparaître le Flying Spaghetti Monster au troisième plan.
Dans ce jeu, les auteurs voulaient pousser les joueurs à réfléchir sur la manière dont les religions et les représentations sacrées sont souvent instrumentalisées pour alimenter ou justifier des conflits entre des nations ou des peuples.
Le jeu a soulevé une controverse telle que l'Organisation de la conférence islamique a demandé aux créateurs du jeu de le retirer du site internet.

### The Free Culture game
The Free Culture game est un jeu visant à expliquer le concept de culture libre. Le joueur distribue des idées entre les humains présents sur le terrain circulaire, pendant qu'une machine essaye d'aspirer les idées libres pour les soumettre au copyright. Si les humains "libres" ne sont pas suffisamment souvent "nourris" en idées libres, ils deviennent des consommateurs passifs, et au contraire, si les consommateurs passifs ne reçoivent plus d'idées soumises au copyright, ils reviennent dans le terrain "libre", et recommencent à produire des idées libres.

### Oiligarchy
Oiligarchy est un RTS qui se déroule au milieu du XXe siècle. Le joueur incarne un notable de l'ère pétrolière, qui doit explorer le monde, corrompre des politiciens, truquer les élections, faire disparaître les énergies alternatives, et augmenter l'addiction au pétrole afin d'avoir le monopole du monde de l'énergie. 
Le but étant de sensibiliser le joueur au fait que le pétrole est une énergie fossile, dépassée, et qu'il est dangereux de bâtir une économie sur des ressources temporaires.

### Everyday the Same Dream
Everyday the Same Dream (tous les jours le même rêve) est un jeu créé en décembre 2009, décrivant le quotidien répétitif et peu épanouissant d'un cadre au travail.
La journée commence au sortir du lit, le cadre est en sous vêtements et le réveil sonne. Plusieurs actions peuvent conduire à des fins différentes, mais après chaque "fin", le jeu recommence au point de départ, comme pour signifier que le "rêve" est infini. Suivant son désir le joueur peut aller au travail, aller au travail sans s'habiller, aider un chômeur, se promener dans la campagne, et enfin se suicider. Chacune de ces actions ramène au point de départ, le lit du joueur.
Créé en 6 jours, le jeu a été présenté au concours Experimental Gameplay Project.

### Unmanned
Unmanned, sorti en 2012, simule la vie d'un soldat américain pilotant à distance un drone de combat en Afghanistan. L'objet du jeu est de critiquer la guerre moderne, où le soldat perd le contact avec l'horreur de la guerre et peut "se battre" tout en gérant au quotidien les problèmes de sa vie familiale.

### The Best Amendment
The Best Amendment, sorti en 2013, est conçu comme une critique de l'argument de Wayne LaPierre considérant que « le seul moyen d'arrêter un méchant avec une arme, c'est un gentil avec une arme ». Le jeu cherche à montrer l'absurdité d'une telle classification manichéenne du monde en faisant se battre le joueur contre lui-même.

### TrademarkVille
TrademarkVille est un jeu par réseau social dans lequel les joueurs doivent faire deviner des mots de la vie courante à leurs amis sans utiliser de mots soumis au copyright. Il a été développé en réaction à la tentative de réservation du mot candy (nom commun pour bonbon en anglais) par King.

### To Build A Better Mousetrap
To Build A Better Mousetrap (2014) est un jeu de simulation abstraite d'une société capitaliste face à la robotisation et à l'intelligence artificielle.

## Polémiques
Le caractère engagé des créations de la Molleindustria choque parfois.

En juin 2007, le jeu Operation Pedopriest (Opération: Prêtres pédophiles), dont le but est de couvrir les prêtres pédophiles lors de leurs abus en divertissant la police, et en intimidant les parents a déclenché une controverse. Inspiré du documentaire lui-même controversé Sex Crimes and the Vatican (Abus sexuels et le Vatican) qui avait été présenté sur la BBC, le jeu a été supprimé du site à la suite d'un point d'ordre du parlement italien nommé « Contre-mesures aux infractions religieuses »,.
En avril 2009, la Molleindustria a cédé aux requêtes de l'Organisation de la conférence islamique et a supprimé Faith Fighter de leur site web. Le jeu a été remis peu après, avec une version censurée du jeu, dans laquelle le visage de Mahomet est caché. En même temps, une suite ironique du jeu intitulée Faith Fighter 2 est parue, suite dans laquelle il faut respecter et distribuer de l'amour à toutes les entités religieuses présentes dans le précédent opus, avec comme "personnage bonus" le Flying Spaghetti Monster.